# Арена Коринтианс
«Не́о Ки́мика Аре́на» (порт. Neo Química Arena, до 1 сентября 2020 года — «Аре́на Коринтианс» (порт. Arena Corinthians), чаще называемая «Итакеран» (порт. Itaquerão)) — футбольный стадион в Сан-Паулу, Бразилия. 
Стадион вмещает 48 тысяч зрителей.
Домашняя арена футбольного клуба «Коринтианс». 
Стадион принимал матчи Чемпионата мира по футболу 2014, включая матч открытия с участием сборной Бразилии. 

## История

### Разработка и строительство

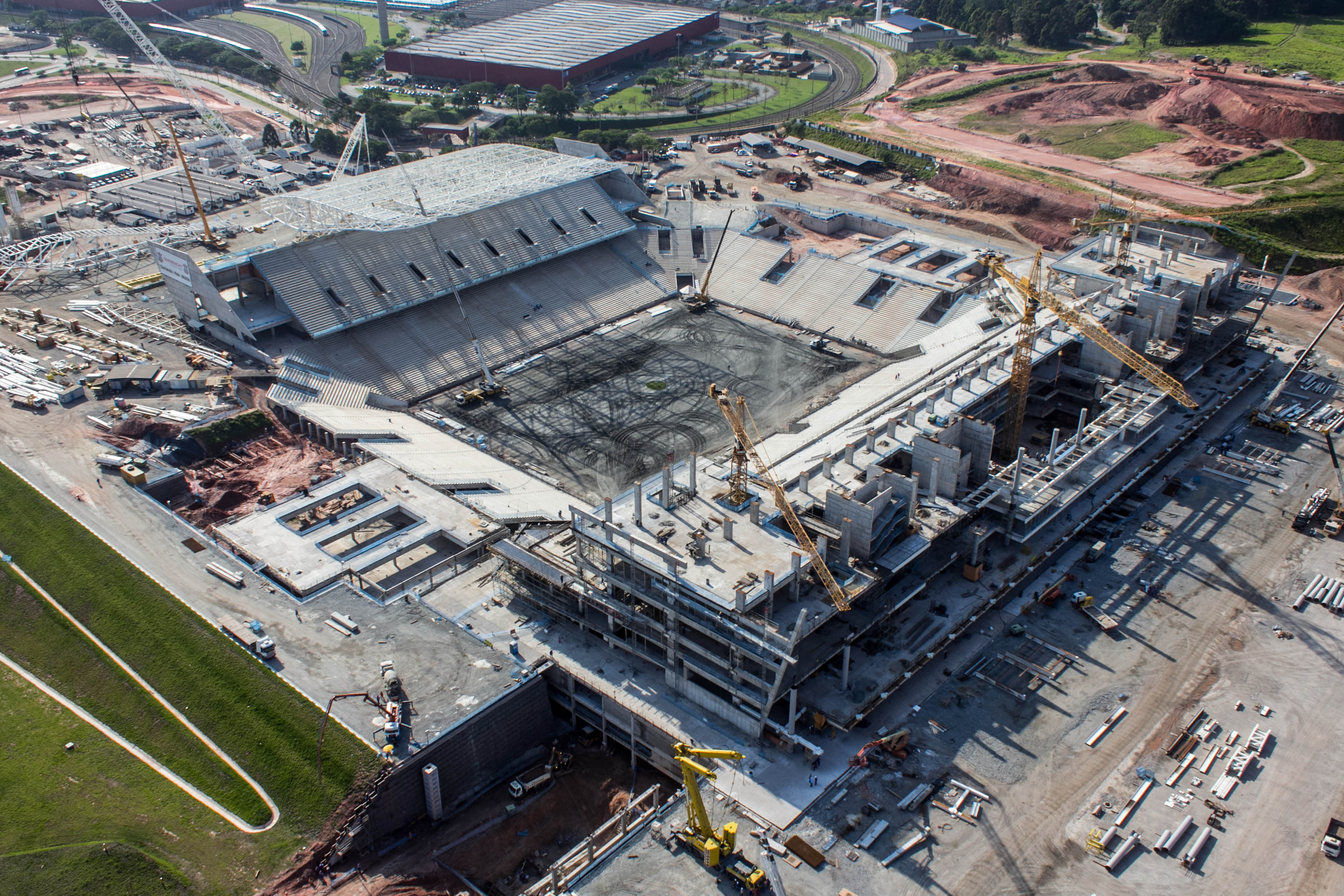
Строительство стадиона. Декабрь 2012 года

Место под арену выбрали на востоке Сан-Паулу ещё в 1978 году. Площадь в 197 095,14 квадратных метров была передана клубу. Область принадлежала COHAB, жилищному агентству, подконтрольному правительству Сан-Паулу. Первоначально стадион хотели построить за 3-5 лет и было запланировано строительство стадиона на 201 тысячу человек.
Позже был рассмотрен другой вариант: снос старого стадиона для освобождения места для новой арены, а также другие идеи.
После того, как Бразилия получила право провести чемпионат мира 2014 года, клубу удалось убедить инвесторов и оргкомитет турнира в необходимости поддержки строительства своей арены. Общие затраты на «Итакеран» составили 820 млн реалов (526 млн $ по курсу середины 2011 года). «Коринтианс» объявил о проектировании стадиона на 48 тысяч мест, стоимостью в R$335 млн и с ожидаемым доходом R$100 млн в 2010 году. Клубу надо было получить финансирование от спонсоров, чтобы оплатить расходы на строительство. Но оно не было получено.Главный архитектор стадиона — Анибал Коутиньо. Ему помогает Антонио Пауло Кордейро. Также они сотрудничают с Вернером Зобеком. Длина трибун 267 метров. Стадион планировалось открыть в марте 2013 года, но из-за задержек пришлось перенести открытие на полгода. По состоянию на середину ноября 2013 года готовность стадиона оценивалась в 94 %.
Максимальное количество рабочих на объекте — 2300 человек, которые работали в ноябре 2012 года.
27 ноября 2013 год в результате падения крана, который переносил часть конструкции крыши, обрушилась часть восточной трибуны (были повреждены или разрушены 8 несущих колонн), погибло два человека. Ожидается, что данный инцидент увеличит сроки строительства стадиона, окончание строительства может сдвинуться на весну 2014 года. Бразильские СМИ со ссылкой на пресс-службу компании, которая занимается строительством арены сообщили о вероятной задержке сроков сдачи в строй стадиона. Неделей ранее стройка была приостановлена в связи с гибелью рабочего[уточнить].
Однако, сразу после обрушения представители ФИФА заявили, что речи о переносе матчей чемпионата мира на другой стадион не идёт.

### Чемпионат мира 2014

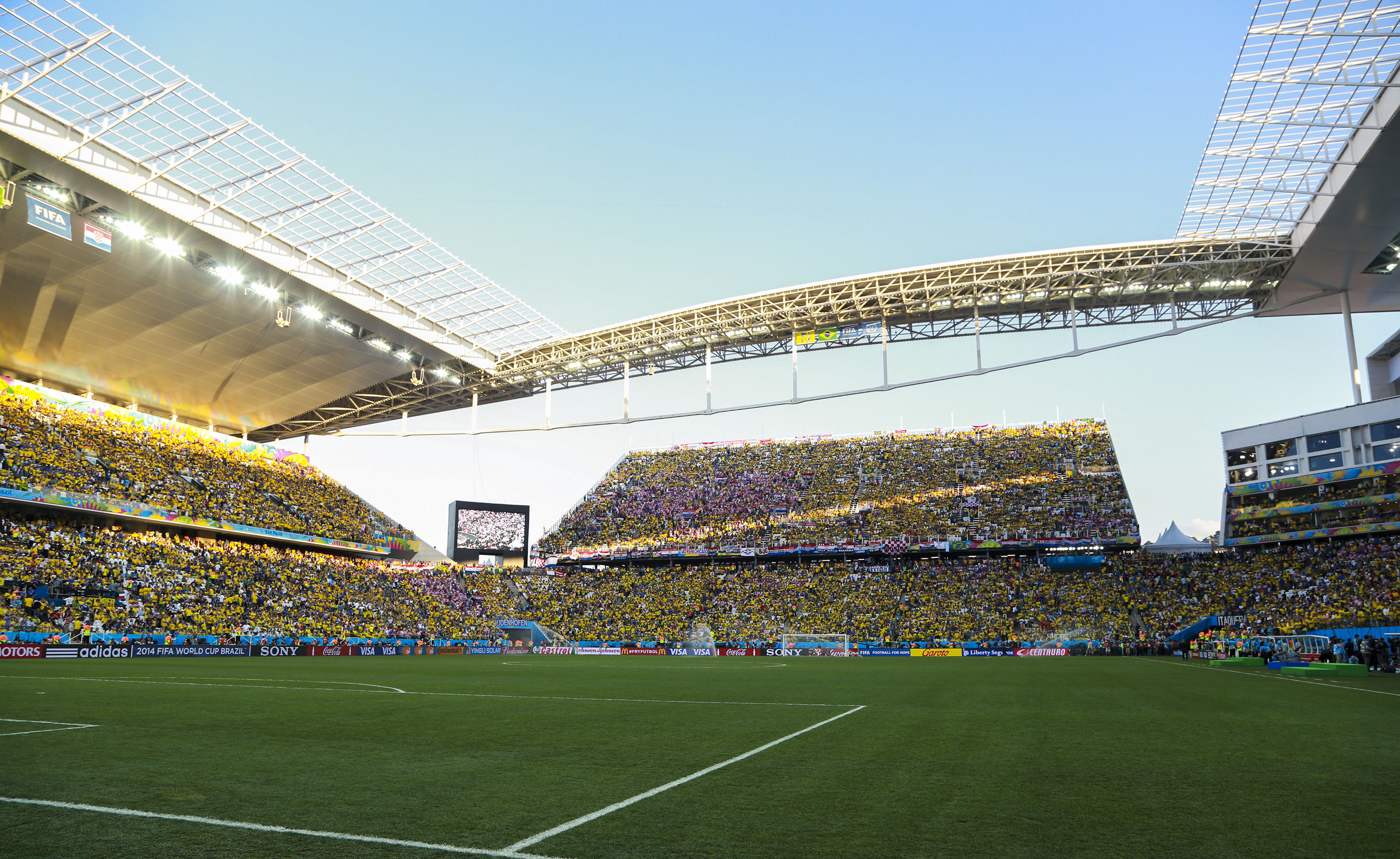
Арена на матче открытия чемпионата мира

«Арена Коринтианс» приняла 6 матчей чемпионата мира по футболу 2014 года, в том числе матч открытия с участием сборной Бразилии и один из полуфиналов.
К началу чемпионата планировалось увеличить количество мест.
По оценкам агентства Accenture матч открытия, который пройдёт на стадионе должен был принести R$30,75 миллиардов. В течение последующих 10 лет также ожидается высокий доход. Исследование Фонда Жетулио Варгаса показало, что за один матч открытия прибыль составит 1 миллиард реалов, а туристов будет более 290 тысяч.
Хотя для проведения матчей чемпионата мира по футболу 2014 года в Сан-Паулу изначально был выбран стадион «Морумби», собственники арены не смогли предоставить финансирование в 630 млн реалов. Ремонт всё же был доделан, а затем, 16 июня 2010, стадион был исключен из заявки года. Комитет ФИФА не нашёл альтернатив постройки нового стадиона для матча открытия.
Для выполнения требований ФИФА владельцам арены пришлось поднять финансирование с 335 млн до 1,07 млрд реалов. Сокращение оборудования и строительных затрат привело к снижению расходов. Перед началом строительства стадиона, ФИФА договорилась с правительством Бразилии о необложении налогами постройку стадиона. Окончательное число расходов составила 820 млн реалов.
Новый контракт был подписан 19 июля 2011 года с Odebrecht; R$400 млн будут финансироваться BNDES (расходы на строительство), а остальные R$420 млн будут идти в казну города. В 2007 году был принят закон, по которому компания, которая хорошо зарекомендовала себя в городе, может взять кредит в размере от 0,60 до 1 реалов. Новый закон был принят законодательной властью города специально для работы с этим стадионом, а также чтобы уменьшить количество кредитов на проведение чемпионата мира. Общая сумма кредитов ограничена и составляет 420 млн реалов. Предполагается, что за 6 лет владельцы арены выплатят налоги в размере 950 млн реалов, и 530 млн отдадут на погашение кредитов.
После Кубка мира стадион оборудуют для постоянного использования. Предполагается, что арена будет полностью модифицирована в феврале 2015 года.
Руководитель проекта, Андрес Санчес, считает, что годовой доход будет не менее R $ 200 млн в год. Анибал Коутиньо сказал, что стадион будет приносить R $ 150 млн в год. Он также ожидает, что расходы, будут приблизительно R $ 36 млн в год.

## Название
Изначально стадион назывался стадионом «Коринтианса» (порт. Estádio do Corinthians). На официальном сайте «Арены» используется название «Арена Коринтианс» (порт. Arena Corinthians).
Местные СМИ давали стадиону различные прозвища, однако ни одно из них не было широко распространено. Местые газеты Estado и Folha именуют стадион «Итакераном» (порт. Itaquerão), в то время, как у Rede Record используется название «Фиелзан» (порт. Fielzão). Крупнейшая газета Бразилии Rede Globe использует название «Арена Коринтианс», как и спортивная Lance!.
Права на название оцениваются в 450 миллионов реалов; многие компании хотели купить права, например, Petrobras, AmBev, Grupo Petrópolis, Etihad Airways, Qatar Foundation, Caixa Econômica Federal, Emirates Airlines, Bradesco,
Telefonica, BMG,
Itaú и страховая группа «Цюрих», но ни одна сделка не состоялась.
1 сентября 2020 года фармацевтическая компания Neo Química купила право на название стадиона. Контракт подписан на 20 лет на общую сумму 300 млн реалов.
ФИФА называет стадион «Арена Сан-Паулу».

## Архитектура
Главный архитектор Анибал Коутиньо сказал, что этот стадион создан для болельщиков.
Комплекс строится на 197 095,14 квадратных метрах. Застроенная площадь — 189 000 м². 80 % структурной конструкции выполнено из сборных железобетонных элементов. 
Стадион имеет прямоугольную форму 267 на 228 метров. Арена имеет две трибуны: на западной и восточной стороне. Высота восточной 51 метр, а западной — 57 метров. Также есть небольшая северная трибуна, которая имеет размер «15 метров, равно, как и южная. Длина стадиона 777 метров. Анибал Коутиньо сказал: число 77 считается счастливым для клуба. Символ клуба 777 Rua São Jorge, а в 1977 году он выиграл самый известный в мире чемпионат (Лига Паулиста 1977)».
Площадь западной трибуны 6150 квадратных метров. С двух сторон есть вид на поле. На стадионе есть VIP-места и ложи для прессы. Название клуба будет светиться за стеклянным фасадом. На стекле также есть изображение мяча в сетке. Стекло трёхмерное. Специальные балки размером в 26 метров были разработаны для поддержки конструкции. Площадь всего стекла — 5400 квадратных метров и 855 плоских и цилиндрических панелей.
Стадион построен с соблюдением всех современных норм безопасности, оборудован одним из самых крупных в мире видео-экраном (170 на 20 метров), лампами освещения мощностью по 2 кВт. Экран производства Osram имеет 210 тыс. светодиодов. Площадь крыши над трибунами составляет 32,3 тыс. м².
Стёкла для обеих трибун были изготовлены итальянской компанией по производству солнцезащитных очков SRL.
Внешние стены покрыты белой керамической плиткой. На южной стороне висит логотип клуба.
Обе трибуны (восточная и западная) оборудованы кондиционерами. Построены три ресторана, спорт-бары и ночной клуб.
Для передвижения болельщиков на стадионе будут установлены 10 эскалаторов, 15 лифтов, а также пандусы для инвалидов и лестницы. Внутри западной трибуны будут действовать 59 магазинов, А также конференц-зал на 25000 квадратных метров. Музей «Коринтианса» будет располагаться на восточной трибуне.

### Места
Стадион вмещает 48 000 мест (плюс 17 000 временных, которые будут использоваться во время Кубка мира). Стадион будет иметь 80 обычных и 40 элитных комментаторских кабин, которые могут вместить до 90 зрителей каждая; есть 10 000 VIP-мест. Трибуны идут вокруг всего поля; расстояние между первым рядом мест и газоном 9 метров.
Также к чемпионату мира будет добавлена ещё одна трибуна; после мундиаля её снесут. Трибуна будет установлена на северной и южной стороне стадиона. После чемпионата мира владельцы хотят поднять вместимость до 65 тысяч зрителей.

### Крыша
Разработчик крыши — Вернер Зобек. Её длина 4875 метров. На западной и восточной трибуне длина крыши составит 170 метров. Для установки кровли потребовалось использовать крупнейший гусеничный кран в Латинской Америке фирмы Liebherr Group. Одна стальная балка для крыши весила 4000 тонн.
Крыша имеет четыре слоя. Первый слой — стальные профилированные листы. Над ними — термическая и акустическая изоляция. Слой гипсокартона будет установлен над ним. Также крыша будет покрыта прорезиненным материалом. Этот слой поможет собирать дождевую воду для использования в других целях.
Фотоэлектрические стекла будут установлены рядом с западной и восточной трибунами. Стекло будет вырабатывать 1 МВт энергии.
Площадь всей крыши — 32 300 квадратных метров.

### Табло и освещение
Компания Osram установит четыре табло на стадионе — над северной и южной трибунами. Табло будут расположены в парах, одно с видом на улицу, а другое на поле. Размер пиксельных точек — 7 мм . Также будут установлены плоские телевизоры.
Для освещения футбольного поля потребуются лампы мощностью по 2 кВт. Эти лампы, по словам разработчиков светят лучше, чем другие. Освещения будет на 50 % больше, чем рекомендуется ФИФА. Osram будет обеспечивать освещение всего комплекса.

### Футбольное поле
ФИФА рекомендовала размер поля 105 на 68 метров. Это будет подготовлено компанией Desco .
Оттенок травы был выбран специально, чтобы избежать совпадения с тёмно-зелёным цветом клуба «Палмейрас» — главного соперника «Коринтианс». Для улучшения фиксации трава была переплетена 22 миллионами искусственных волокон. Ультрафиолетовый свет будет использоваться каждый день, для подачи равномерного освещения для роста травяного покрытия, так как прямой солнечный свет освещает поле лишь от одного до двух часов в день.
Worldsports использует смесь из трех сортов трав. Они выращиваются в штате Орегон, США. DLF утверждает, что эта трава обладает обладает устойчивостью к холоду, износу и болезням. Оттенок 8,7 в шкале от 1 до 9, где 9 тёмно-зелёный.
Эта трава также не желтеет, а также растёт при температуре 23 градуса по Цельсию. Поскольку температура в Сан-Паулу редко опускается ниже 14 градусов, система подогрева газона не будет использоваться. За счёт дренажных труб температура корней будет опускаться до 6 градусов по Цельсию.
Дренаж работает в двух режимах: в гравитационном и вакуумном (ISASS). Вакуумный дренаж может обрабатывать до 400 000 литров в час, повысить уровень кислорода в корневой системе и охладить поле, даже во время матчей. Это эквивалентно отводу до 56 миллиметров осадков в час.
Орошения имеют индивидуальное управление компьютерной системой. Система образована из 48 пульверизаторов. Это в два раза превышает минимальные рекомендации ФИФА.
Стадион будет иметь Wi-Fi во всех его секторах. Используя смартфоны, болельщики могут видеть повторы игровых моментов и статистику матча, находясь на стадионе. Специально созданная группа будет управлять всеми экранами и табло. За болельщиками будут наблюдать несколько сотен веб-камер. Все услуги по контракту предоставляются Sonda IT.

## Награды
Проект получил награду в номинации «Лучший коммерческий проект» и главный приз как «Лучший проект в Бразилии» на крупнейшей выставке корпоративной архитектуры. В конкурсе принимали участие свыше 1000 проектов
.
83 % процента болельщиков удовлетворены стадионом. Фанаты хорошо относятся к ценам на строительство. Многие из них часто посещают строительную площадку.